# مام-ایبرا آن
مام-ایبرا آن (انگلیسی: Mame-Ibra Anne؛ زادهٔ ۷ نوامبر ۱۹۸۹) ورزشکار دو و میدانی اهل فرانسه است.